# Hirtenkäse
Hirtenkäse é um queijo, feito de leite de vaca, da região de Allgäu, no Sul da Alemanha.
Tradicionalmente, feito de leite de vaca trazido dos Alpes em meados de setembro. 18 de setembro marca o início do Almabtrieb, ou descida, um dia celebrado com um festival  O Hirtenkäse é feito com este leite.  Maturado geralmente por oito meses.

## Cor, textura e sabor
O queijo é dourado  ou amarelo cor de manteiga
Sua textura e sabor são "rústicos, saborosos e firmes... com aroma de terra."Comparado a outros queijos europeus como: Parmigiano-Reggiano e Gouda

## Acompanhamentos
O sabor do Hirtenkäse pode ser contrastado com vinhos doces como sherry ou Madeira.
Entre as frutas podemos citar frutas tropicais secas como abacaxi, manga, coco e mamão, amêndoas torradas e biscoitos crackers do tipo Bretons, Club e Ritz."
Também pode ser apreciado com bacon e fígado de galinha.